# Barthélemy Boganda Stadium
Barthelemy Boganda Stadium w Bangi jest stadionem narodowym w Republice Środkowoafrykańskiej. Jest używany głównie dla meczów piłki nożnej. Stadion ma pojemność 20 000 osób. Został nazwany na cześć byłego szefa rządu kraju, Barthélemy’ego Bogandy.

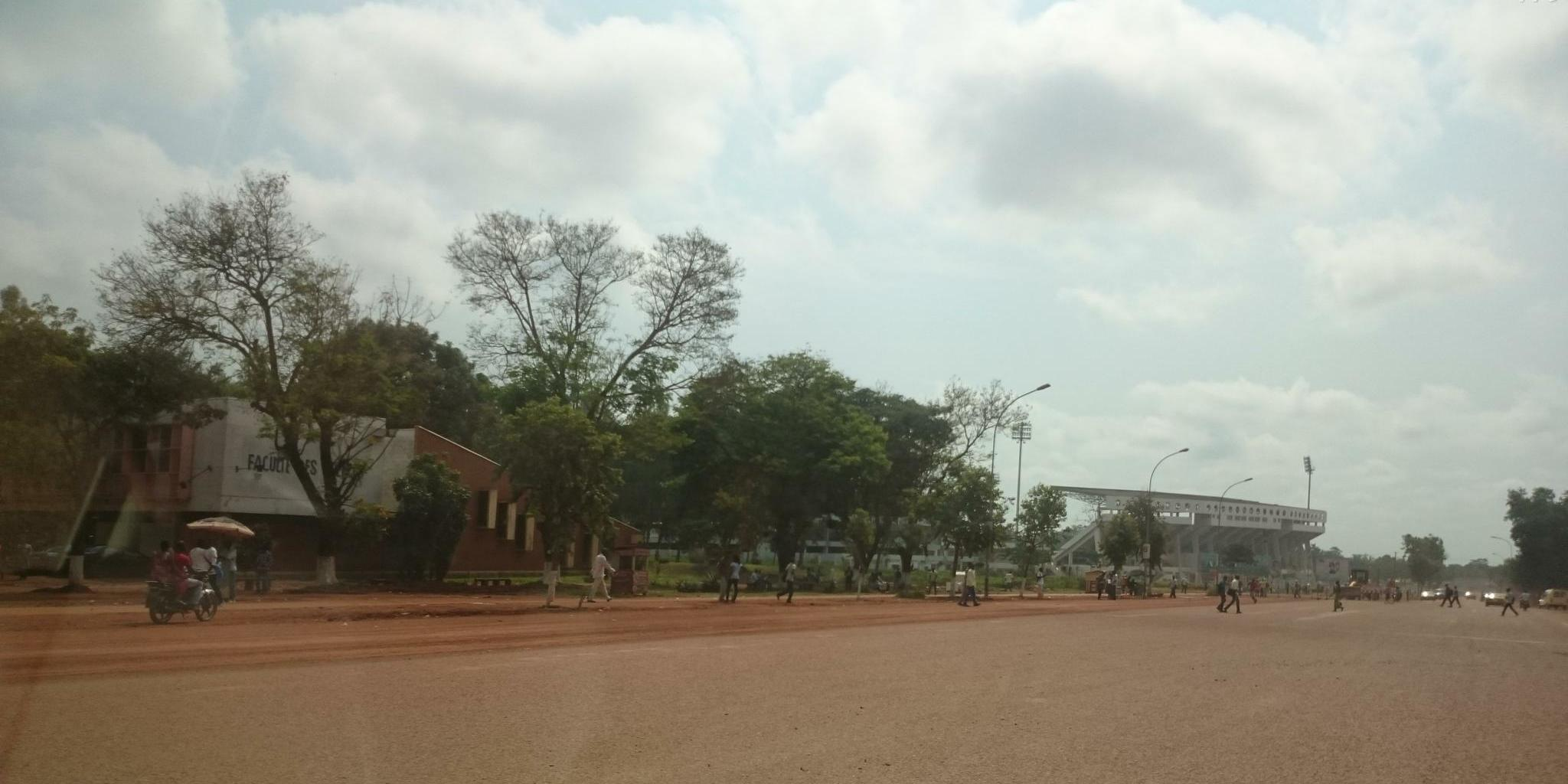
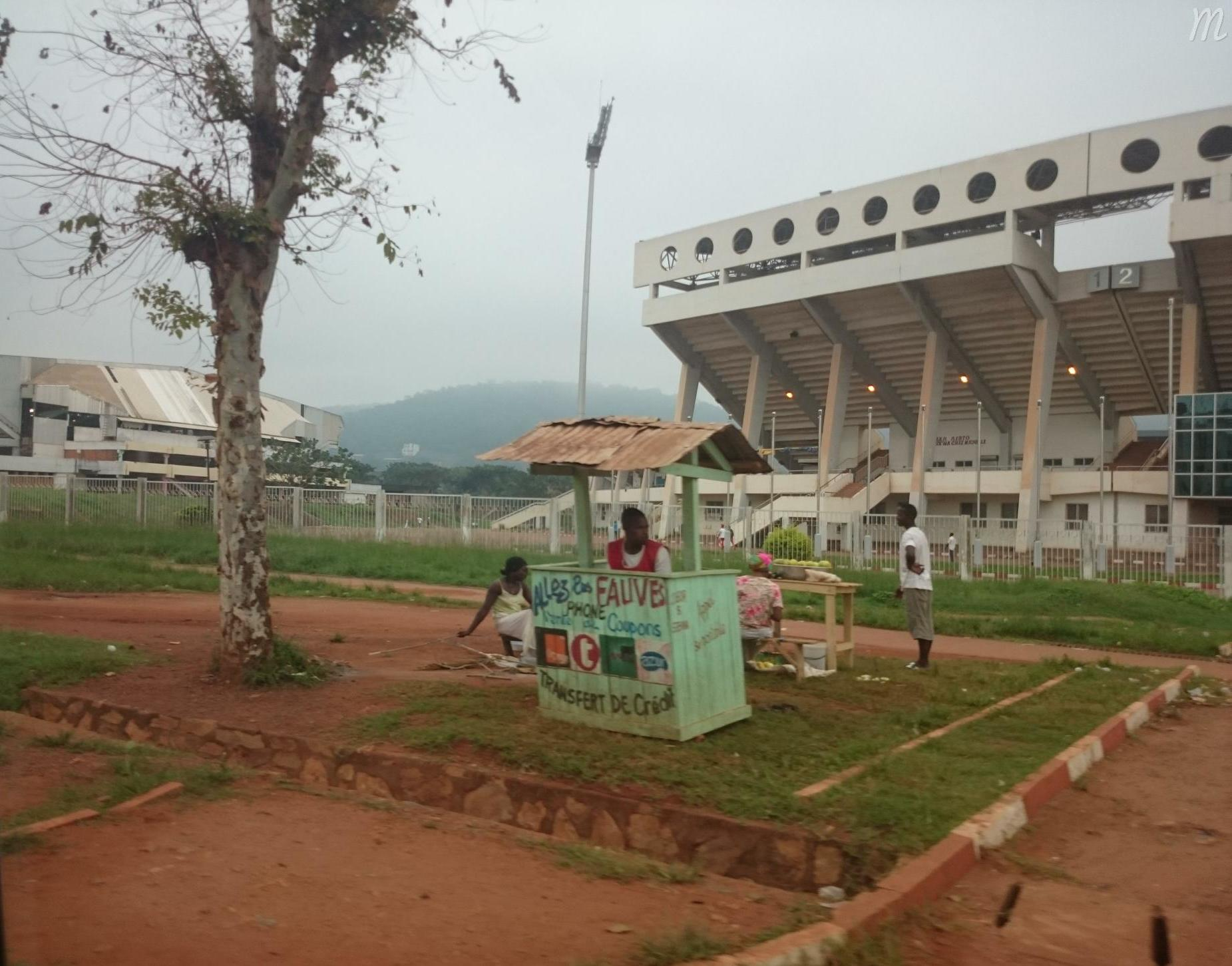